# Retablo de la Transfiguración (Jaume Huguet)
El Retablo de la Transfiguración es una obra atribuida a Jaume Huguet que realizó por encargo de Pedro Ferrer, párroco de Ascó, para la capilla del mismo nombre de la catedral de Tortosa. Es sin duda una de las piezas más significativas y vistosas del tesoro catedralicio de Tortosa. Una de las escenas que incluye es la del Juicio final con los muertos saliendo de las tumbas, donde uno de los que aparece es, precisamente, el comitente Pere Ferrer. Las imágenes representadas recogen pasajes de la vida de Jesús, de Moisés y del profeta Elías, que tienen en común que se producen en una montaña. El fuego que representa la «Gloria del Señor», signo de purificación y de destrucción, está presente en buena parte de las escenas convirtiendo el relato iconográfico en una manifestación de misterio, una expresión de gloria y de santidad y un vehículo por el cual el comitente dejaba patente su soteriología.

## Datos de contexto

### Autor
Jaume Huguet (Valls 1412 - Barcelona 1492) fue un pintor gótico catalán con un estilo que evolucionó del gótico internacional a las innovaciones incorporadas desde la pintura flamenca. Su formación se realizó entre Valencia, Tarragona y Barcelona, si bien no se descarta que pudiera haber visitado Cerdeña o Nápoles, que formaban parte entonces de la Corona de Aragón. Desarrolló su máxima actividad en Barcelona a partir de 1448, donde creó un taller que prácticamente monopolizó la realización de retablos en Cataluña durante la segunda mitad del siglo XV, una vez muertos Bernat Martorell y Lluís Dalmau. Su taller incorporó sus discípulos y también miembros de la familia Vergós, con los que mantuvo una estrecha relación personal, y que son considerados coautores de este retablo. Una parte importante de su obra se ha perdido en revueltas que han destruido las iglesias que las contenían. La mayoría de obras conservadas son paneles de retablos que han sido desmontados.

#### Debate sobre la autoría
Actualmente está considerada obra de Jaume Huguet, una tesis defendida por Gudiol y Ainaud de Lasarte. Anteriormente había sido atribuida a la familia Vergós por Folch i Torres coincidiendo con la tesis que hizo Cristóbal Gracia de 1923. Gracia, autor de la primera descripción documentada, estaba influido en parte por la similitud con el retablo del Condestable que el historiador Salvador Sanpere atribuía a Pau Vergós. Posteriormente los estudiosos americanos Post y Rowland lo atribuyeron al pintor barcelonés Gabriel Guardia.
Más recientemente Montserrat Jardín Anguera ha propuesto que buena parte de la obra de Jaume Huguet correspondería en realidad a su taller y que, en el caso de este retablo, las dos tablas laterales dedicadas a la Ascensión y el Juicio Final podrían haber sido realizadas por Bernat Goffer, un artista alemán que había trabajado en el taller del maestro.
También Joan Molinas i Figueras suscribe la tesis del artista-empresario Huguet, con un taller que, era de hecho, un centro masivo de producción, como explicación para la excepcional producción de su autoría en la mitad del siglo XV. En el caso de este retablo, Molinas opina que se trata de un encargo al maestro realizado por colaboradores cercanos con su directa supervisión.

### Tema
La transfiguración de Jesús, es un acontecimiento narrado en los tres evangelios sinópticos:según san Mateo, san Marcos y san Lucas. Para la fe cristiana es un episodio de la vida del Cristo donde habría experimentado un cambio de apariencia corpórea durante su vida sobre la Tierra, una metamorfosis (en griego, 'transfiguración ') que revelaría su naturaleza divina.
En los evangelios no consta el lugar exacto del evento, si bien una tradición de la época de Cirilo de Jerusalén sitúa el episodio en el monte Tabor, cerca del lago de Tiberíades. Ciertos exegetas sitúan el evento en el monte Hermon, ya que los episodios evangélicos que la enmarcan se sitúan en esta región. El monte Tabor habría sido escogido en época bizantina por su proximidad con Nazaret y el lago de Tiberíades.
En la iglesia oriental, desde comienzos del siglo VI, se consideró la Transfiguración como una de las Doce Grandes Fiestas del año litúrgico. Por el contrario, en occidente, no contó con este predicamento, con una reducida aplicación en el culto y, consecuentemente, en la iconografía, con la excepción de los reinos hispánicos y especialmente de la corona de Aragón, donde la fiesta dedicada a la Transfiguración se practicaba en las postrimerías del primer milenio, como lo demuestra el sermón pronunciado el año 1004 por Llobet Benet, abad de Santa María de Arlés, in die transfiguracionis Dominio, donde se hace una recopilación de la implantación de la fiesta en la Marca Hispánica en la época. Una muestra de su difusión en el siglo XV, cuando fue realizada esta obra y el Retablo de la Transfiguración de Bernat Martorell, es el uso que hacía san Vicente Ferrer para elaborar su sermón de Cuaresma, donde recordaba, a partir de este pasaje, el necesario cumplimiento de ayuno y penitencia.
La iconografía aragonesa recoge el tema, supeditado en general a ciclos dedicados en la vida de Cristo, como el retablo de la iglesia de San Salvador de Ejea de los Caballeros (Zaragoza), el desaparecido en 1936 de la iglesia parroquial de Pallaruelo de Monegros (Huesca), obra de Martín de Soria, o la escultura de comienzos del siglo XVI por Gil Morlanes el Viejo para el Castillo-Abadía de Montearagón, que se conserva en el Museo Episcopal y Capitular de Huesca.
A pesar de todo, antes de este retablo de Tortosa, la Transfiguración no había sido motivo central hasta el retablo del mismo tema realizado por Bernat Martorell para una capilla del deambulatorio de la catedral de Barcelona, un encargo hecho por el obispo Simó Salvador.

### Estilo
Tanto Folch i Torres como Cristóbal Gracia compartían la opinión de la similitud con el retablo del Condestable, de 1464-1465, es decir, realizado uno o dos años antes.
En línea con este retablo, su realización coincide con la fase de plenitud del autor, que muestra una serena y expresiva naturalidad. Aunque conserva los últimos aires del gótico internacional con un momento avanzado de los primitivos flamencos más penetrante. Es en este momento de madurez cuando se perfila como una figura esencial de la pintura catalana del siglo XV. El artista despliega un estilo algo más tradicional que el del Retablo del Condestable quizás siguiendo el gusto del comitente, un hecho que condicionó mucho la obra de Huguet. Así, conocedor de las nuevas tendencias de la pintura flamenca, como lo prueba la suavidad de los rostros o la utilización del paisaje, se adapta en esta obra a las tradiciones del país manteniendo el viejo predominio de los espacios dorados en los fondos de la escena. Cuanto más madurez se aprecia en su estilo, más se reflejan en sus figuras los tipos habituales de sus contemporáneos y vecinos, observados en la vida cotidiana de la ciudad de Barcelona y del campo de Cataluña.
Las repetidas comparaciones con el conjunto pictórico del retablo del Condestable identifican similitudes en la gama cromática, pero también remarcan paralelismos compositivos y tipológicos como los que se pueden observar en la tabla de la Ascensión. Entre ellas se establece un efecto especular, ya que se encuentran en posiciones y lados diferentes, piso superior del lado de la Epístola el Retablo del Condestable y piso inferior del lado del Evangelio en este retablo; pero además, la posición de los personajes está invertida.

## Historia
No existe documentación de su encargo, si bien se considera que el comitente fue el sacerdote Pedro Ferrer, párroco de Ascó, o sus albaceas testamentarios. Su escudo familiar figuraba en el guardapolvo original y también es visible en uno de los sepulcros de la mesa de la Resurrección de los muertos. Consta documentado un permiso de 1441 a este sacerdote para ocupar una capilla con sepulcro en el deambulatorio (capilla retro altare maius). Ferrer sufragó misas y aniversarios perpetuos para lograr la salvación de su alma y las de los miembros de su familia. En su testamento de 1463 aparece ratificada esta disposición y consta la finalización de la construcción del sepulcro.
El año 1559 el conjunto fue trasladado a la capilla del Santísimo Sacramento, momento en que se le añadió un sagrario y una nueva predela obra de Joan Desi del año 1574. Fue restaurado en 1989. Actualmente se expone en el museo de la catedral tras recuperar las tablas originales que se habían cambiado en el siglo XVI, salvo el guardapolvo que se perdió.

## Descripción
Se trata de uno de los pocos retablos góticos catalanes con representaciones iconográficas de índole veterotestamentaria que recrea un detallado programa exegético, más fruto de la mentalidad de su promotor que de una voluntad para recuperar el simbolismo tipológico de finales de la Edad Media. la inclinación a la soteriología manifestada por el comitente se ve reflejada en el programa iconográfico del retablo.
Huguet estructuró el retablo en tres calles, el central ligeramente más ancho, y con predela. De forma similar al Retablo del Condestable, hecho por el autor poco tiempo antes, las calles laterales tienen tres pisos y el central tiene una gran tabla con la Transfiguración de Jesús como eje temático y simbólico del programa iconográfico, rematada por un ático con una crucifixión, una escena clásica en los retablos de Huguet.
Las seis tablas de las calles laterales están dedicadas a pasajes de la vida de los personajes centrales: Jesús y los profetas Moisés y Elías. Las dos tablas superiores de la calle izquierda representan la entrega de las Tablas de la Ley y la zarza ardiente, episodios teofánicos de la vida de Moisés. Las dos tablas superiores de la calle derecha muestran la Ascensión de Elías en el carro de fuego y el exterminio de los mensajeros del rey Ocozías de Israel, dos escenas sin la aparición visual de Dios pero con la presencia de su poder. Las dos tablas inferiores de las calles laterales se refieren a la vida de Jesús: a la izquierda se representa la Ascensión y en la calle derecha la resurrección de los muertos o Juicio Final, dedicada al mismo Jesucristo.Molina i Figueras, 1999, p. 66

### Tabla central

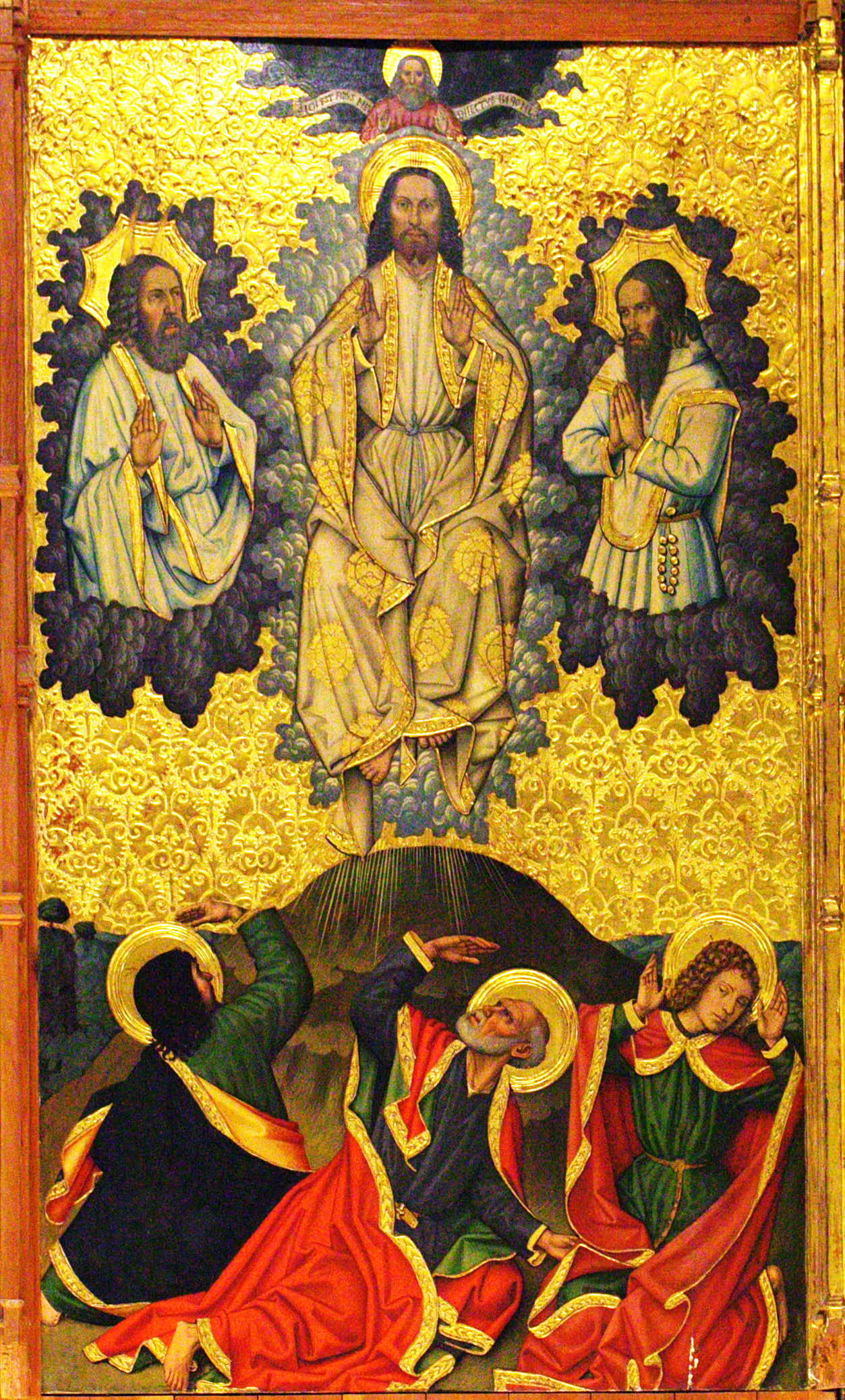
La Transfiguración en la tabla central.

La tabla central representa el episodio que da nombre al retablo. El autor recogió el momento en que Jesús, flanqueado por Moisés y Elías, reveló su naturaleza divina a los apóstoles Pedro, Juan y Santiago. Siguiendo la iconografía tradicional se representa a Jesús vestido de blanco inmaculado, con la intención de significar que su identidad última es divina; se encuentra levitando sobre la montaña entre los dos grandes personajes de la historia de Israel: Moisés, que representa la ley, y Elías, el profeta precursor del Mesías. Las nubes que los rodean y sus frentes dorados representan el carácter sobrenatural del evento. Huguet situó una pequeña imagen de Dios Padre sobre la cabeza de Jesús acompañado de una filacteria con la inscripción «Hic est filius mis dilectus in quo mihi bene complacui» (Este es mi hijo, el amado), según san Mateo. La voz de Dios desde dentro de la nube es un punto focal que refuerza el carácter teofánico de la escena de proclamar y revelar identidad de Jesús.
En la parte baja de la imagen se representan los tres apóstoles que testimonian la transformación del redentor. Se muestran sorprendidos y conmocionados, caídos en el suelo y protegiéndose con sus brazos levantados hacia la luz irradiada por la figura divina.
El diseño del discurso iconográfico  ideado por el comitente, de carácter escatológico, cuenta con las figuras de los profetas Elías y Moisés presentes en la escena central que, con sus episodios teofánicos, prefiguraban a Jesús en el monte Tabor. Dios se había manifestado a Moisés entregándole la ley de la antigua alianza y posteriormente a Elías para restaurarla y purificarla. Asimismo, si las visiones de Moisés y Elías eran consideradas evocaciones de la Transfiguración de Cristo, esta fue interpretada, desde los inicios cristianos, como una anticipación de la parusía, la venida escatológica del Mesías. La Transfiguración de esta escena central prefiguraba el fin del tiempo con la resurrección de los muertos, la escena representada en la parte baja de la calle derecha y que conecta directamente con la misma.

### Tablas de la calle izquierda

#### Escenas de Moisés

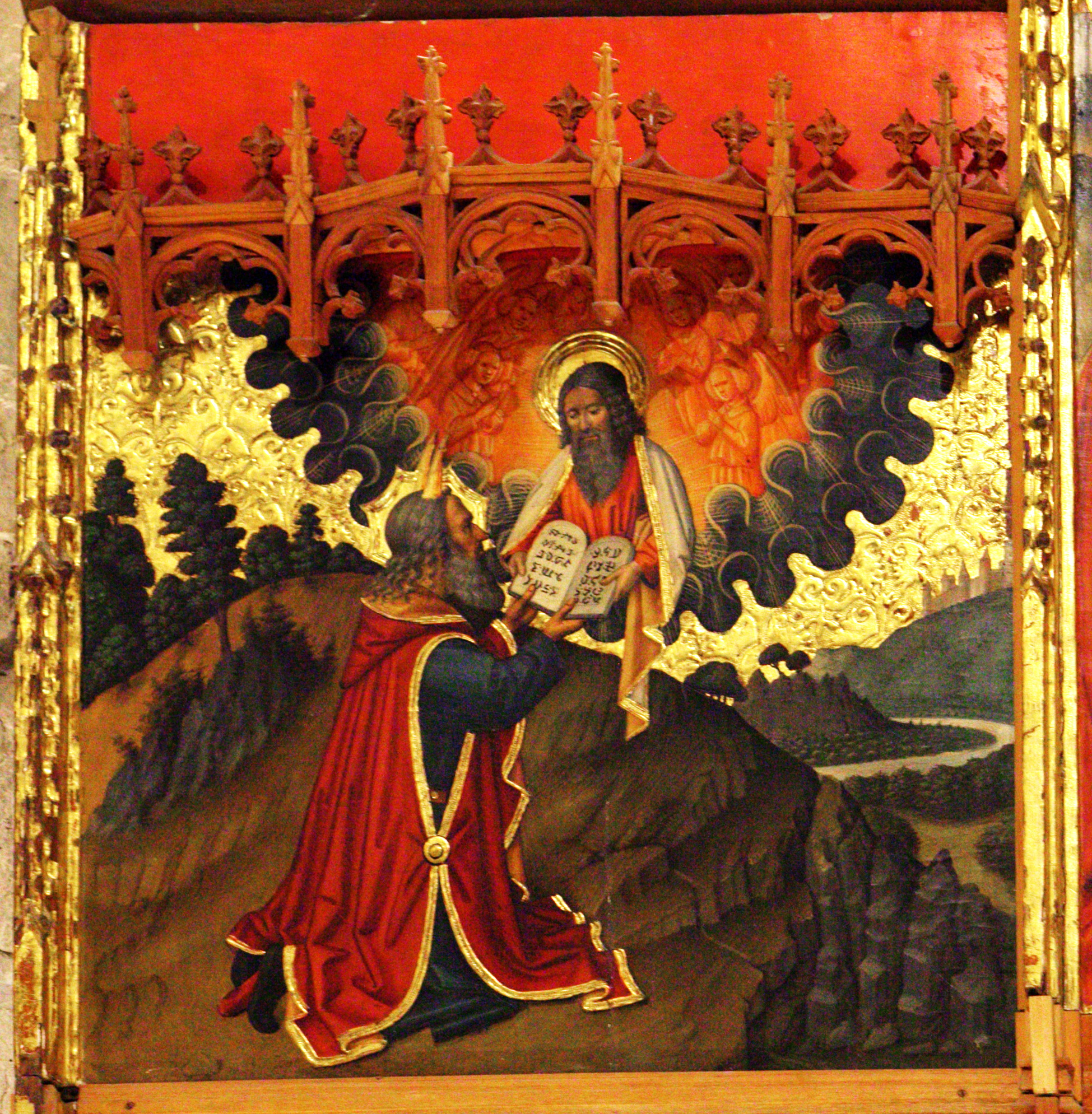
Entrega de las Tablas de la Ley.

Las dos tablas superiores del lado del Evangelio están dedicadas a Moisés. En estas dos tablas como en la central, con el tema de la Transfiguración, la figura de Moisés lleva cuernos, tal como se le representó hasta el renacimiento debido a un error de traducción del texto quod cornuta esset facies del versículo de la Biblia Vulgata que posteriormente se corregiría por «..el su rostro era radiante».
La primera escena, aunque cronológicamente posterior, es la entrega de las Tablas de la Ley en la cima del monte Sinaí. Es un pasaje muy popular en el que Moisés, cuando estaba conduciendo a su pueblo a través del desierto, subió al monte Sinaí a hablar con Dios sobre el futuro del pueblo judío y le entregó las Tablas de la Ley con los diez mandamientos. Jehová está representado en medio de una nube, rodeado de una legión de ángeles de color rojizo simulando el fuego que representa «la Gloria del Señor» mencionada en. Como también sucede en la tabla de la zarza, la nube acompañada de la voz de Dios -se supone que grave, emulando el trueno- son instrumentos tradicionales de la revelación divina y de la presencia misteriosa de Dios.

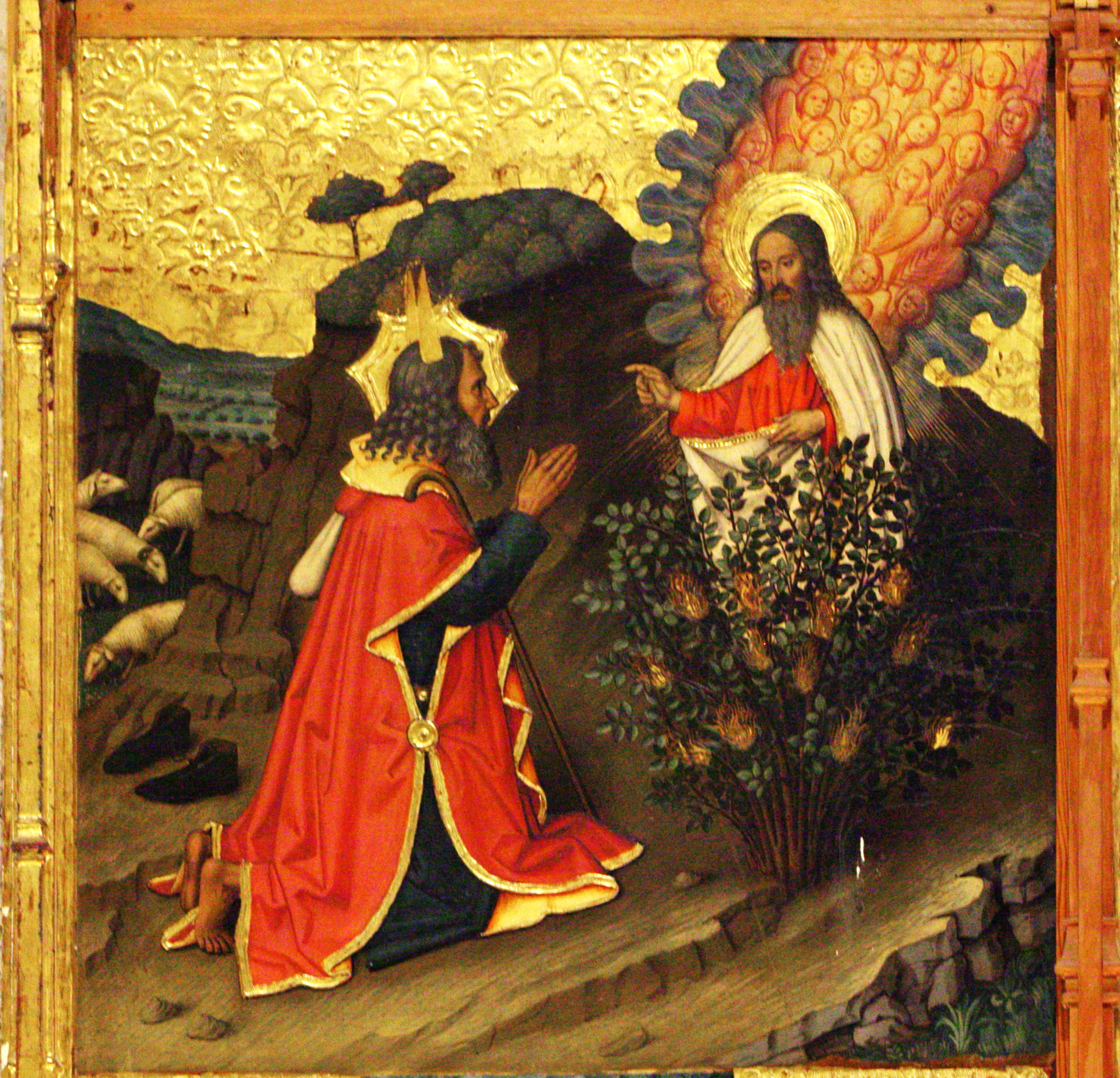
La zarza ardiente

En la tablaa de en medio de la calle izquierda se representa la escena de la zarza ardiente, un pasaje bíblico recogido en el Éxodo donde Jehová se aparece a Moisés en medio de un zarza en llamas que no se consume con el fuego.
Huguet realiza una composición similar a la escena de las Tablas de la Ley, es decir, Moisés arrodillado ante Jehová en lo alto de una montaña. En este caso es el monte Horeb, con un prado detrás donde Moisés pasta el rebaño de ovejas de su suegro Jetro. La vestimenta de ambos personajes es la misma en las dos imágenes, si bien en esta última, Moisés se ha quitado los zapatos, tal como le indicó Jehová porque donde pise será tierra sagrada, y lleva un cayado que Dios le convertirá en una serpiente como prueba de su identidad divina. El torso de Jehová está suspendido sobre la zarza, un ruscus, rodeado de una nube dentro del cual se vislumbra un ejército de ángeles de un color naranja uniforme.
El fuego, que es a la vez visible e inmaterial, lo convierte en una manifestación de misterio, una expresión de gloria y de santidad absoluta de Dios en un momento trascendental en el que comunica el deseo de salvar a su pueblo de la opresión de los egipcios y elige Moisés para que los guíe en su huida.

#### Ascensión de Jesús

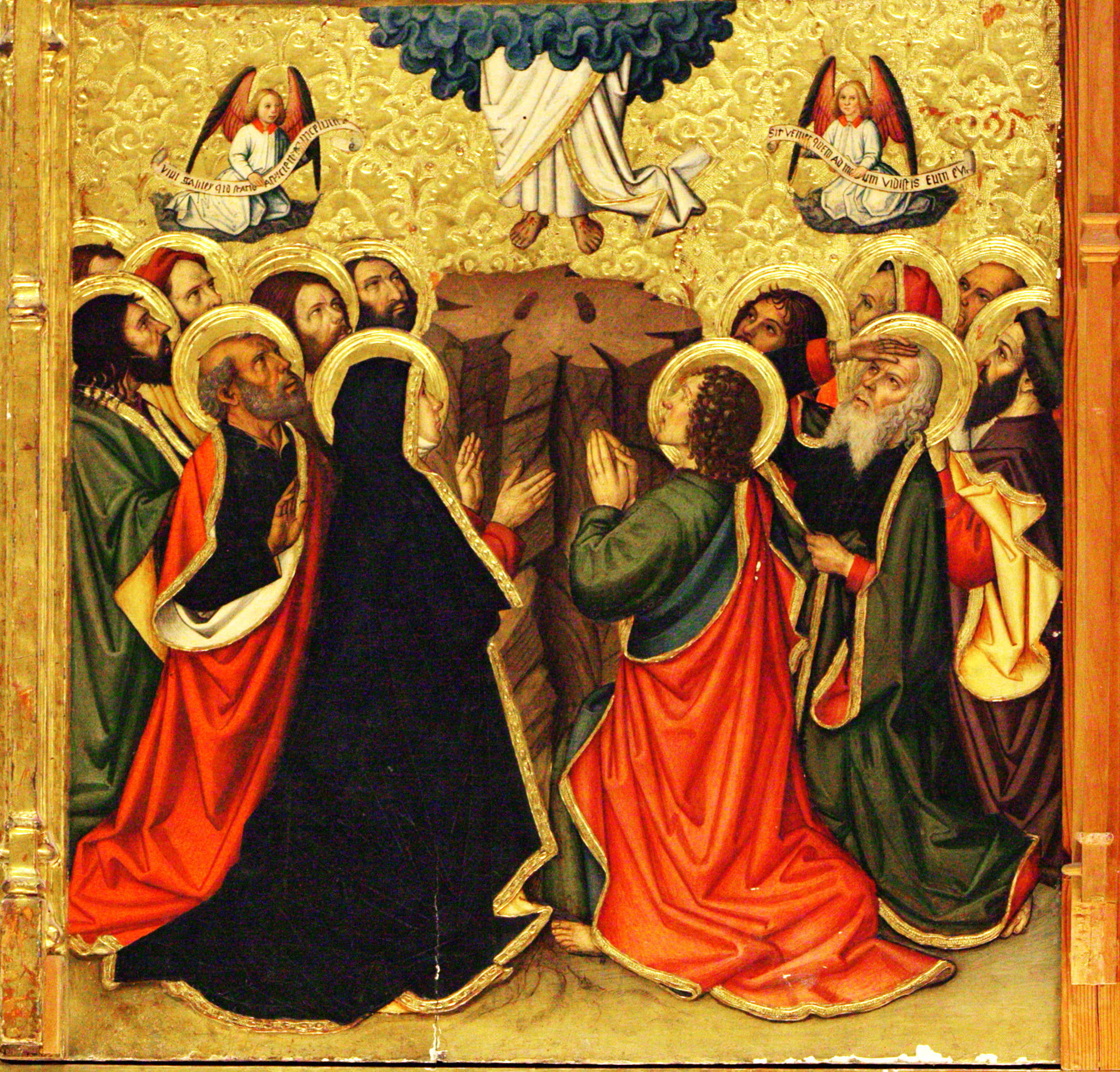
La Ascensión de Jesús.

La tabla inferior de la calle izquierda describe la Ascensión de Jesús, quizás el pasaje más glorioso de la vida de Jesús donde, según la Biblia, recibió la glorificación, después de su muerte, de manos de Dios Padre. El hecho es recogido por todos los Evangelios y los Hechos de los Apóstoles. Se trata de una composición clásica con poca simbología, con la Virgen María al frente del conjunto de los apóstoles. La imagen de Jesús no es visible, se intuye la figura acompañada por dos ángeles observando sus pies en lo alto de la escena. Mantiene un gran parecido con el Retablo del Espíritu Santo de Pere Serra. El artista nos transmite el relevo que debe producirse entre la figura de Jesús, que desaparece de la tierra, y sus discípulos, que deben continuar con la difusión de su fe.

### Tablas de la calle derecha

#### Escenas de Elías

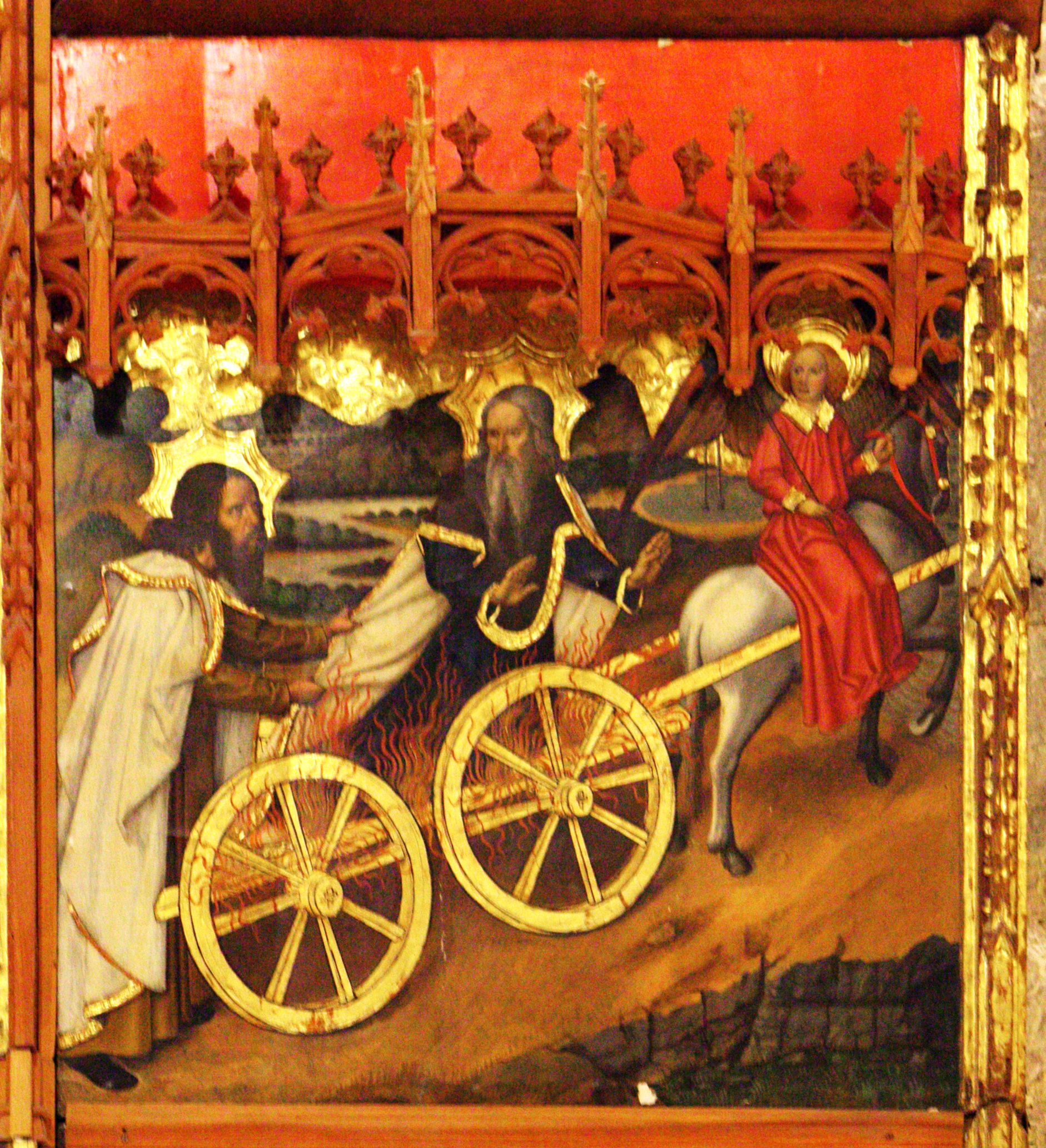
Escena de la ascensión de Elías en el carro de fuego.

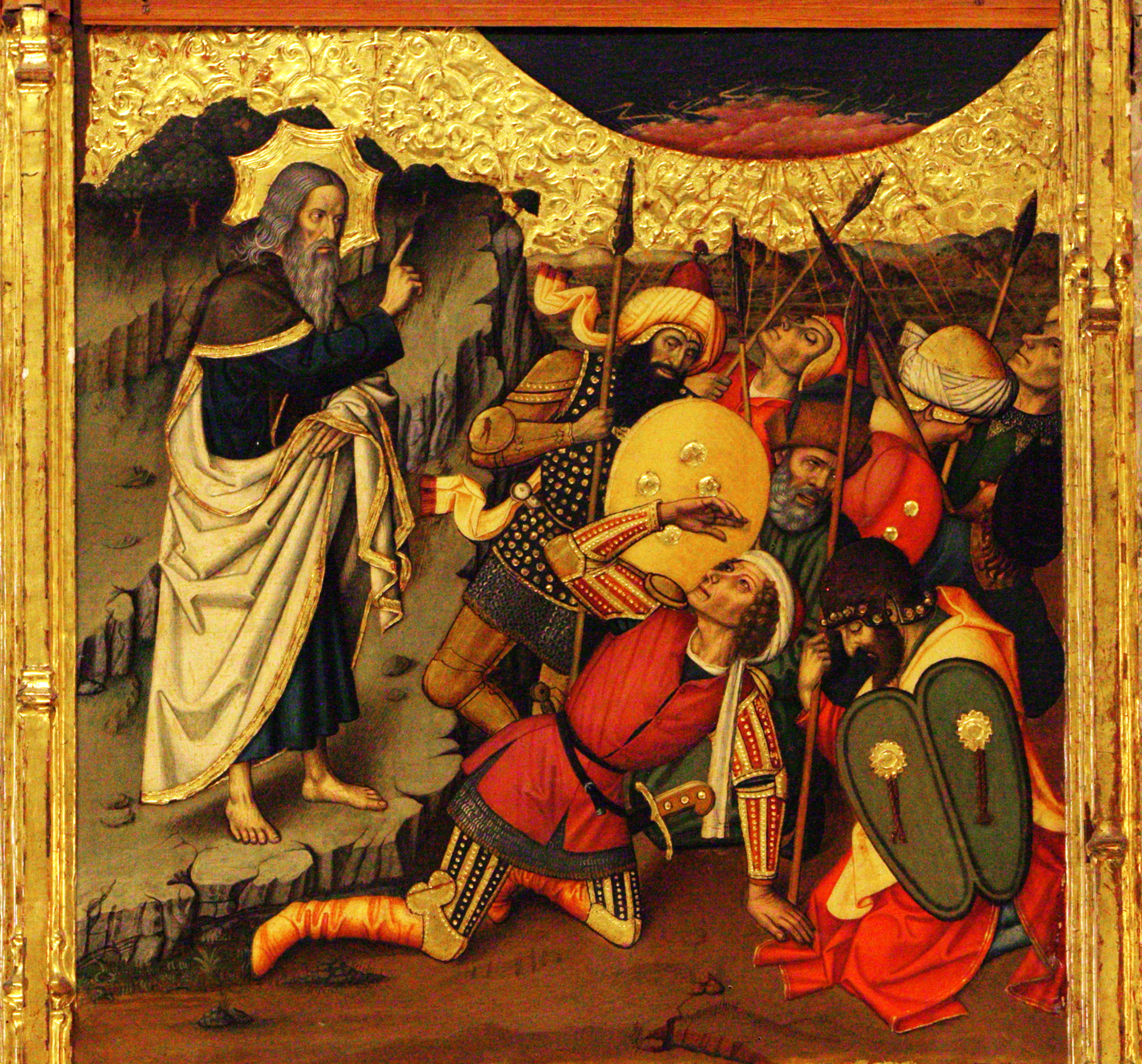
Exterminio de los soldados del rey Ocozías de Israel,

Las dos tablas superiores del lado de la Epístola, con episodios de la vida del profeta Elías, comparten con las de Moisés la simbología del fuego como signo del poder divino de Dios.
La tabla del piso superior, con la ascensión de Elías, muestra el episodio del Antiguo Testamento donde Elías caminaba junto con Eliseo cuando, repentinamente, un carro de fuego tirado por caballos también de fuego se interpuso entre los dos y arrebató a Elías hacia el cielo; Eliseu grita hacia su maestro mientras este desaparece en las alturas. La escena, descrita con una imagen típica de la teofanía, recoge la experiencia religiosa de la muerte de Elías y el paso a Eliseo del ministerio profético, un hecho reflejado con la entrega del manto de Elías recibido por Eliseo haciendo de elemento testimonial de su relevo. En el libro del Eclesiástico se refuerza la palabra profética «Entonces se levantó el profeta Elías: era como el fuego, y su palabra quemaba como una antorcha». La elección de este episodio, aparte de su popularidad, representa un paralelismo claro y consciente con la Ascensión de Jesús que se representa en la tabla inferior de la otra calle lateral.
En la siguiente tabla, en plena calle derecha, se representa la escena del exterminio de los mensajeros de Ocozías, un pasaje bíblico recogido en el Segundo Libro de los Reyes en el que un fuego descendió del cielo matando los soldados del rey de Israel, Ocozías. La escena representa el final de una disputa entre Ocozías y el profeta Elías. El rey Ocozías de Israel estaba grave y envió mensajeros a consultar Baal Zebub, el dios de Ecrón. Elías interceptó sus mensajeros y los hizo volver hacia Ocozías con un mensaje de queja. Ocozías envió hasta tres grupos de soldados para detenerlo. Los dos primeros fueron destruidos por el fuego que Elías hizo bajar del cielo, mientras un tercero pedía clemencia.
La pintura recoge la escena de la destrucción por el fuego que cae del cielo sobre uno de los dos grupos de soldados. Vuelve a ser la montaña el escenario de referencia de las apariciones divinas. El autor resolvió adecuadamente la perspectiva del grupo de soldados. Destaca la calidad del escorzo que muestra al oficial del grupo en primer plano, con un detalle bastante realista de los músculos forzados del cuello o de los pliegues de la piel de la mano que apoya en el suelo.

#### Tabla de la resurrección de los muertos

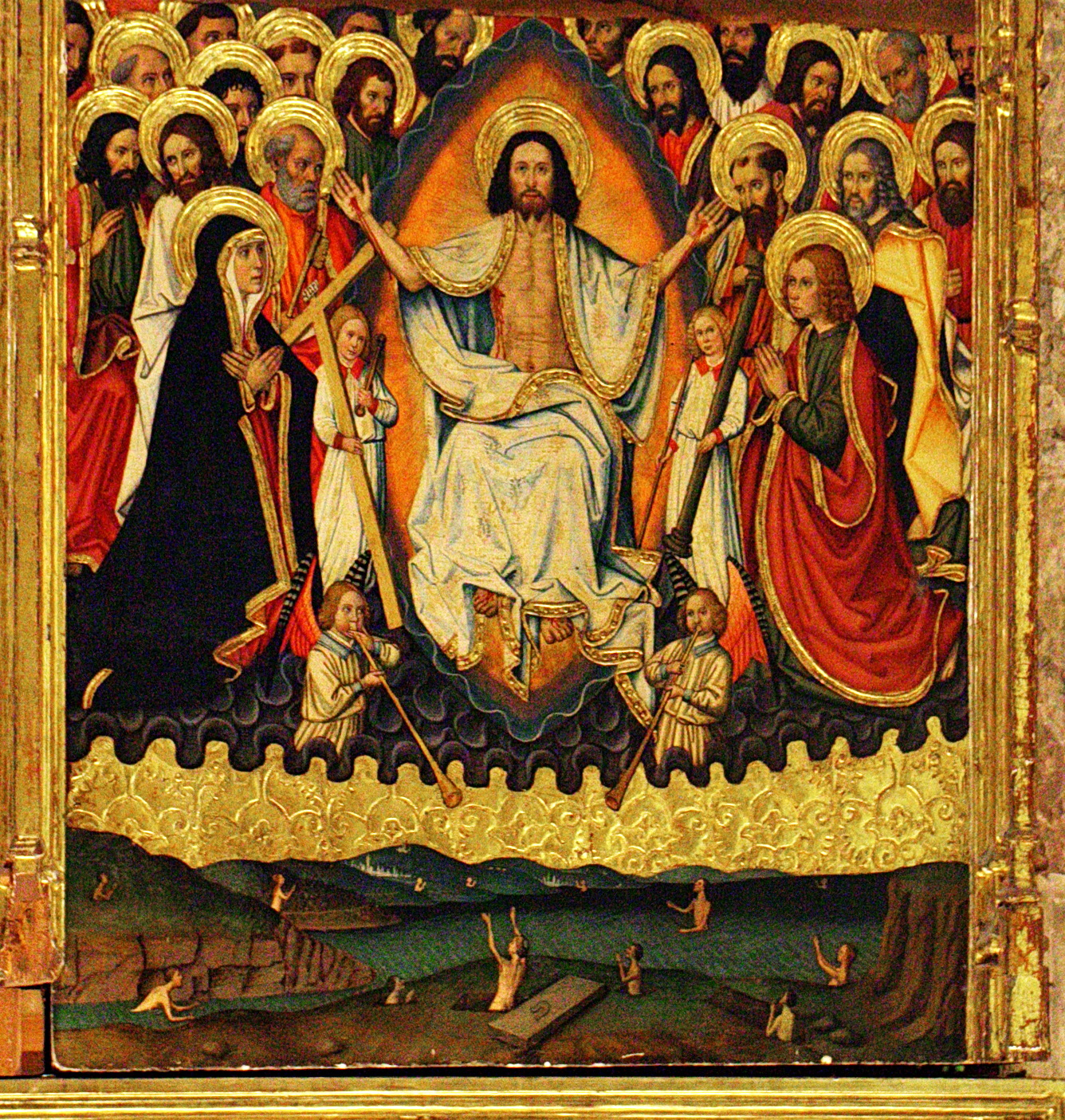
El Juicio Final o resurrección de los muertos.

La tabla es la representación de la Segunda Venida de Cristo acompañado de toda la corte celestial en el momento del Juicio Final y la resurrección de los muertos, aunque sin hacer ninguna alusión a la separación entre justos y pecadores. La escena cierra el ciclo de revelaciones divinas recogidas en el retablo y manifiesta las inquietudes del comitente que la concibió y el carácter escatológico del programa iconográfico. Buena parte de la composición está dedicada al juicio en sí, con Cristo sedente y con una túnica totalmente blanca festoneada en oro que, entreabierta, permite ver su pecho con la llaga del costado. Se inscribe dentro de una mandorla y lleva un nimbo dorado. Levanta los brazos abiertos mostrando las heridas sangrantes. A ambos lados está acompañado por María y San Juan Evangelista arrodillados en su rol de intercesores; están situados delante de los apóstoles y otros personajes, todos ellos dispuestos a ayudar a Cristo en su auto judicial. En la escena hay cuatro ángeles, dos de ellos con los instrumentos de la Pasión: Cruz y látigo, uno de ellos, y columna y lanza, otro. Los otros dos ángeles hacen sonar dos tubas enfocadas hacia la parte inferior de la tabla, que representa la zona terrenal, situada por debajo de las nubes que hay en los pies de los personajes divinos. Este espacio simula un valle con el mar al fondo y un cielo dorado por debajo de las nubes. Podría representar el valle de Josafat, referida a ..y reuniré toda la gente y los llevaré al valle de Josafat ..», un nombre que significa «juicio». Los muertos salen de sus sepulturas, algunos en actitud orante; salen de la tierra y del mar, tal como se anunció en el Apocalipsis.
En el centro de la escena, uno de estos personajes representa al comitente Pere Ferrer. Es una figura implorando con los brazos hacia el cielo; lleva una tonsura y se encuentra junto a la lápida de su tumba donde se ve una herradura, símbolo heráldico familiar. El comitente, de esta forma, manifiesta el deseo de proyección de su individualidad en el acto colectivo del Juicio Final.

### Predela
La predela muestra cinco compartimentos con la imagen del Varón de dolores en el centro, es un  christus patiens gregoriano, es decir, una representación simbólica de Cristo con los atributos de la muerte, pero todavía vivo. Fue una imagen de sacrificio frecuente a partir del siglo XIII. Se muestra a Cristo en la sepultura rodeado de los elementos de la Pasión: lanza, columna de la flagelación, martillo, clavos, escalera y la caña con una esponja.

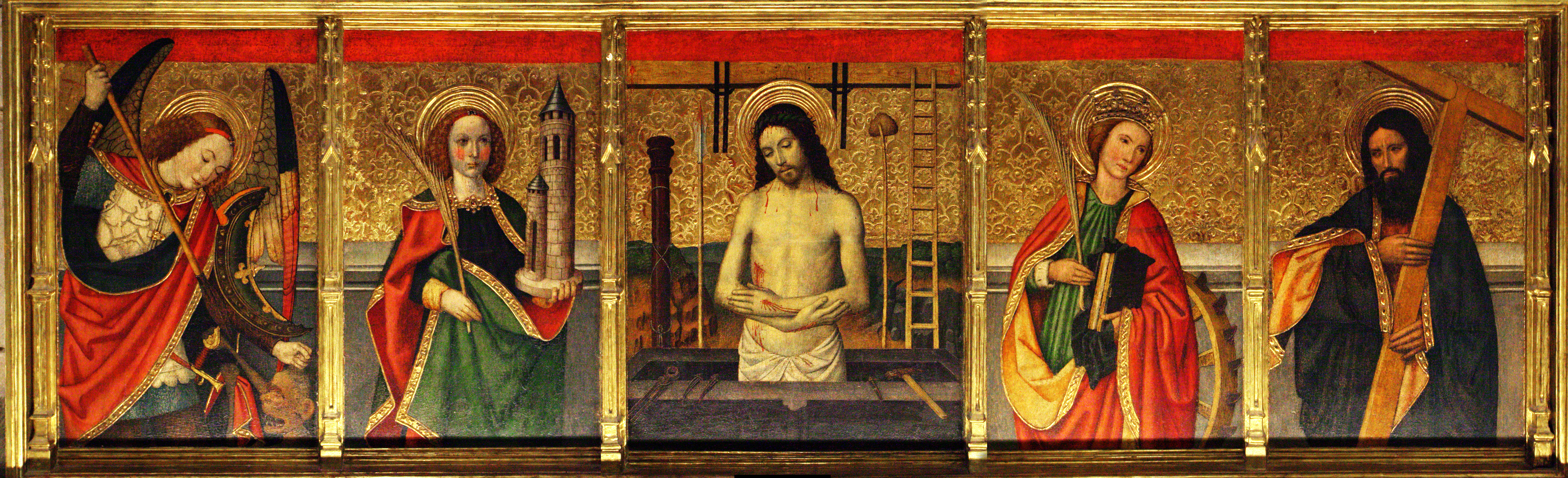
Predela.

Las dos tablas de la izquierda contienen las imágenes de san Miguel Arcángel y santa Bárbara y, en el lado derecho, se representan a santa Catalina de Alejandría y san Andrés.
Los cuatro santos están representados en un encuadre de tres cuartos de su cuerpo, de forma que mantienen una armonía visual con la imagen central que también muestra la parte superior del cuerpo de Cristo, ya que está dentro de la sepultura y no se ven las piernas. Detrás de ellos hay un muro bajo que parece continuo entre las cuatro tablas, como si estuvieran en un único escenario.
La imagen de san Miguel lleva su vestimenta militar habitual y está a punto de clavar su lanza sobre la cabeza del maligno, un monstruo antropomorfo. La lanza está sobre la diagonal de la tabla confiriendo una guía visual. Santa Bárbara muestra el atributo de la torre y la palma del martirio. Catalina de Alejandría se muestra con sus atributos tradicionales:  la rueda dentada de su martirio, el libro de la sabiduría y la palma del martirio.